# Диана Дърбин
Диана Дърбин (на английски: Deanna Durbin) е канадска актриса и певица. 

## Биография
Една Мей Дърбин е родена на 4 декември 1921 година в Уинипег, Манитоба, Канада. Тя е по-малката дъщеря на Джеймс Алън Дърбин и съпругата му Ада (по рождение Рид) Дърбин, които са родом от Честър, Англия. Тя има една по-голяма сестра, Едит (по-късно г-жа Хекман, родена в Англия, починала в Калифорния). Когато е още бебе, семейството ѝ се премества от Уинипег в Южна Калифорния, и всички стават граждани на Съединените щати през 1923 г. На 1-годишна възраст Една Мей пее детски песнички. До 10-годишна възраст родителите ѝ признават, че има определен талант и я записват на уроци по пеене в Академията на Ралф Томас. Дърбин става отличен ученик на Томас и той демонстрира нейния талант в различни местни клубове и църкви.

### Кариера
Дърбин прави първата си филмова изява като детска актриса с Джуди Гарланд във „Всяка неделя“ (1936) и впоследствие подписва договор с Юниверал Студио. Успехът ѝ като идеалната дъщеря тийнейджърка във филми като „Три умни момичета“ (1936), „Сто мъже и едно момиче“ (1937) и „В началото бе Ева“ (1941). Нейната работа е приписвана, като спасяването на студиото от фалит  и довежда до награждаването на Дърбин с наградата на Академията за непълнолетни през 1938 г.
Когато съзрява, Дърбин е неудовлетворен от ролите на съседското момиче, които ѝ се възлагат, и се опитва да поеме сложни немузикални роли във филма ноар „Коледни празници“ (1944) и „Дамата във влака“ (1945). Тези филми, продуцирани от нейния сътрудник и втори съпруг Феликс Джаксън, не са толкова успешни. Тя продължава да играе музикални роли до пенсионирането си. След пенсионирането си и развода с Джаксън през 1949 г., Дърбин се омъжва за продуцента и режисьор Шарл Анри Давид и се премества във ферма близо до Париж. Тя се оттегля от обществения живот, като даве само едно интервю за кариерата си през 1983 г.

### Смърт
На 30 април 2013 г. в бюлетин, публикуван от Диана Дърбин Съсайъти, се съобщава, че Дърбин е починала „през последните няколко дни“, като се цитира сина ѝ, Питър Х. Дейвид, който благодари на почитателите ѝ за уважението на личния ѝ живот. Не са дадени други подробности. Според индекса за смърт на социалното осигуряване (под името Edna M. David), тя е починала на 17 април 2013 г.  в Ньоф льо Шато, Франция. 

## Избрана филмография
| година | филм              | оригинално заглавие | роля    | режисьор     |
| ------ | ----------------- | ------------------- | ------- | ------------ |
| 1941   | В началото бе Ева | It Started with Eve | Ан Тери | Хенри Костър |